# María Gutiérrez Blanchard

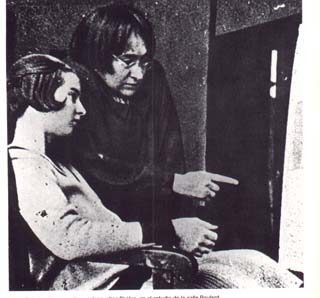
Gutiérrez Blanchard (re.) beim Unterrichten einer Schülerin

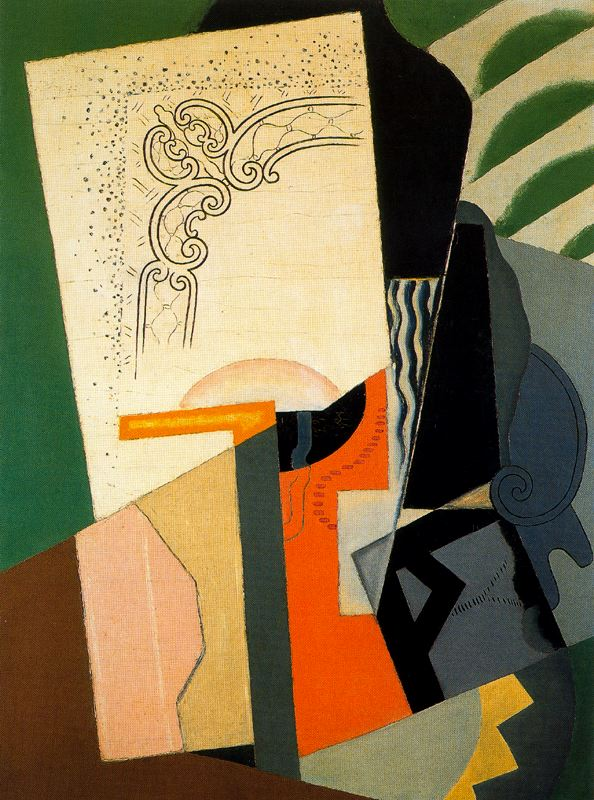
Composition cubiste (1919), Museo Reina Sofía, Madrid

María Gutiérrez Cueto y Blanchard (* 6. März 1881 in Santander, Kantabrien; † 15. April 1932 in Paris) war eine spanische Malerin, die sich vor allem dem Kubismus widmete.

## Leben
Gutiérrez Blanchard, Tochter des Journalisten Enrique Gutiérrez Cueto und von Concepción Blanchard Santisteban, kam mit körperlichen Missbildungen zur Welt; unter anderem war sie kleinwüchsig, buckelig und gehbehindert. Sie war die Cousine des Bildhauers und Malers Germán Gutiérrez Cueto. 1903 ging sie nach Madrid und studierte dort an der Real Academia de Bellas Artes de San Fernando unter Fernando Álvarez de Sotomayor, Manuel Benedito und Emelio Sala. 1909 setzte sie ihre künstlerische Ausbildung als Stipendiatin an der Pariser Académie Vitti unter Hermenegildo Anglada Camarasa und Kees van Dongen fort. Hier entdeckte sie für sich die Malerei des Kubismus, insbesondere war sie beeinflusst durch Jacques Lipchitz und Juan Gris. 1914 ging sie wieder nach Madrid und stellte dort im Rahmen einer von Gómez de la Serna organisierten Ausstellung aus. Von 1914 bis 1916 gab sie in Salamanca ausgewählten Schülern Zeichenunterricht. Ende 1916 ging sie endgültig nach Paris, um dort zu malen. 1920 stellte sie in Frankreich und Belgien aus. Nach der Teilnahme an einer Ausstellung im Salon des Indépendants im Jahre 1921 waren ihre Bilder sehr gefragt, dennoch zogen sich angesichts der schlechten Wirtschaftslage ihre Gönner zurück, und sie wurde lediglich noch vom Literaturliebhaber Frank Flausch (1878–1926) bis zu dessen Tod finanziell unterstützt. Nachdem sie an Tuberkulose erkrankte, zog ihre Schwester Carmen mit ihren Kindern zu ihr. Sie malte dennoch weiter, konnte einen Teil ihrer Bilder an den Direktor der Galerie Vavin-Raspail verkaufen und fand auch wieder Personen, die ihre Kunst finanziell unterstützten. Aufgrund ihres zunehmend schlechter werdenden Gesundheitszustandes suchte sie Zuflucht in der Religion. Später geriet sie erneut in finanzielle Schwierigkeiten und verstarb 1932.

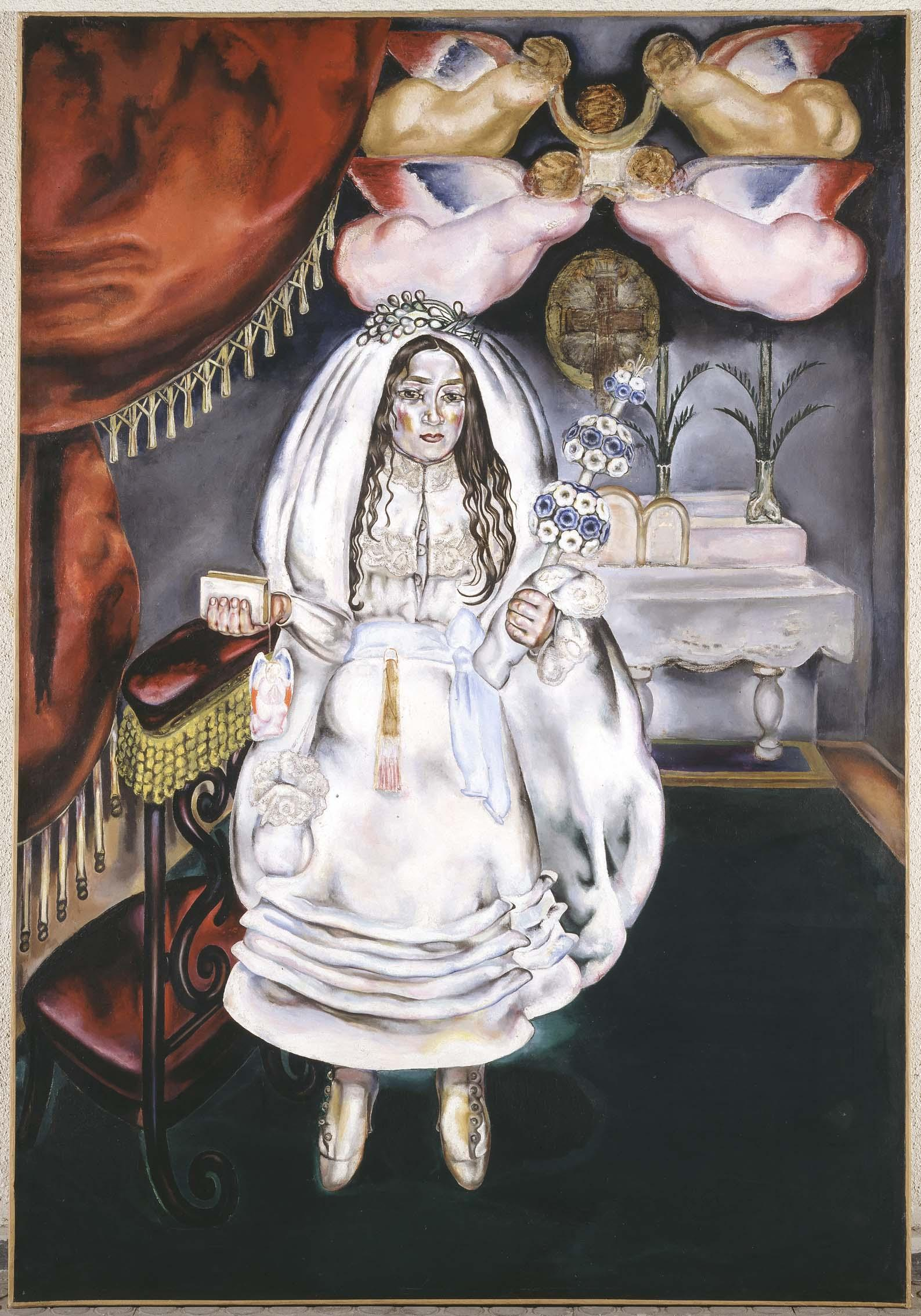
La comulgante, 1914
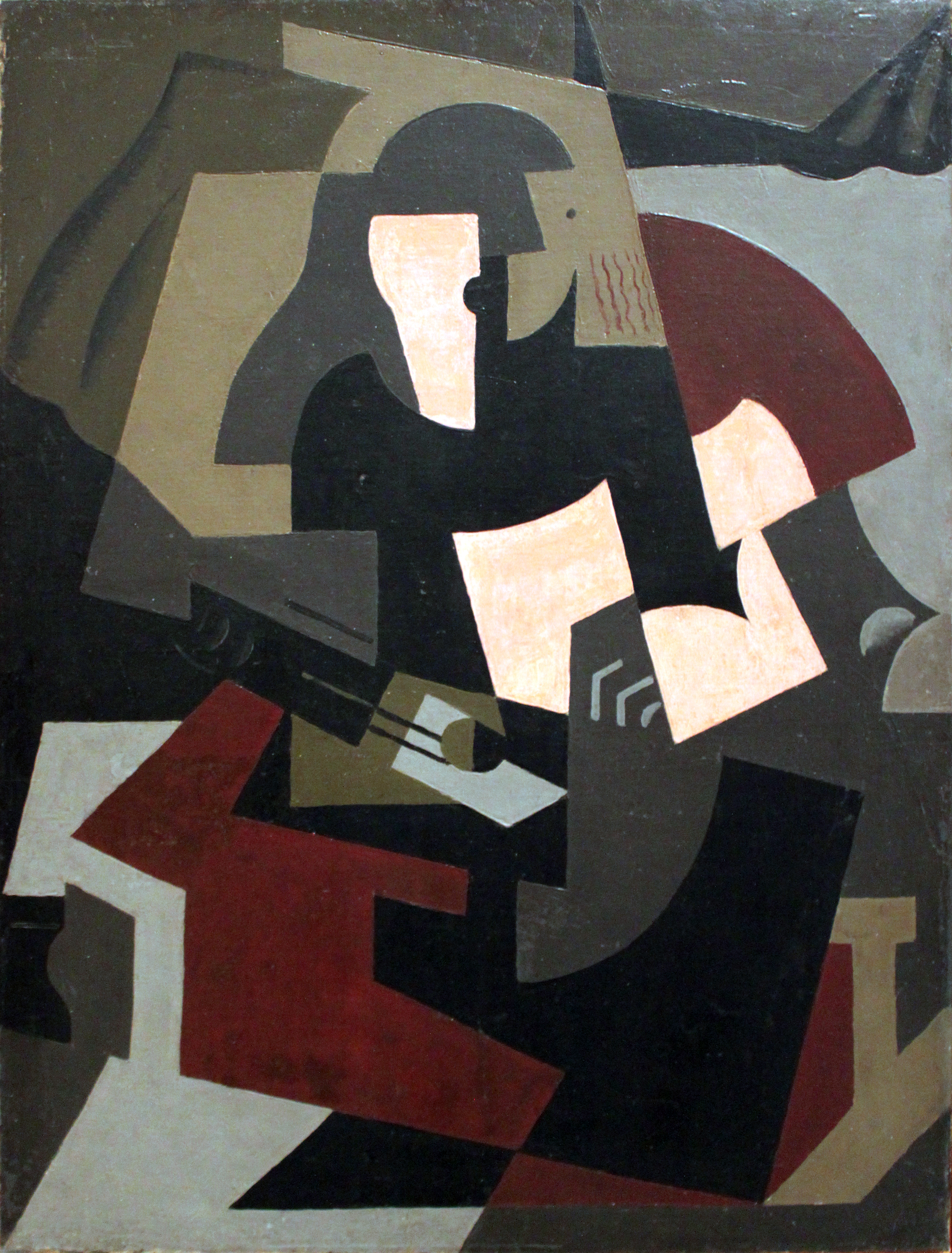
Frau mit Gitarre, 1917
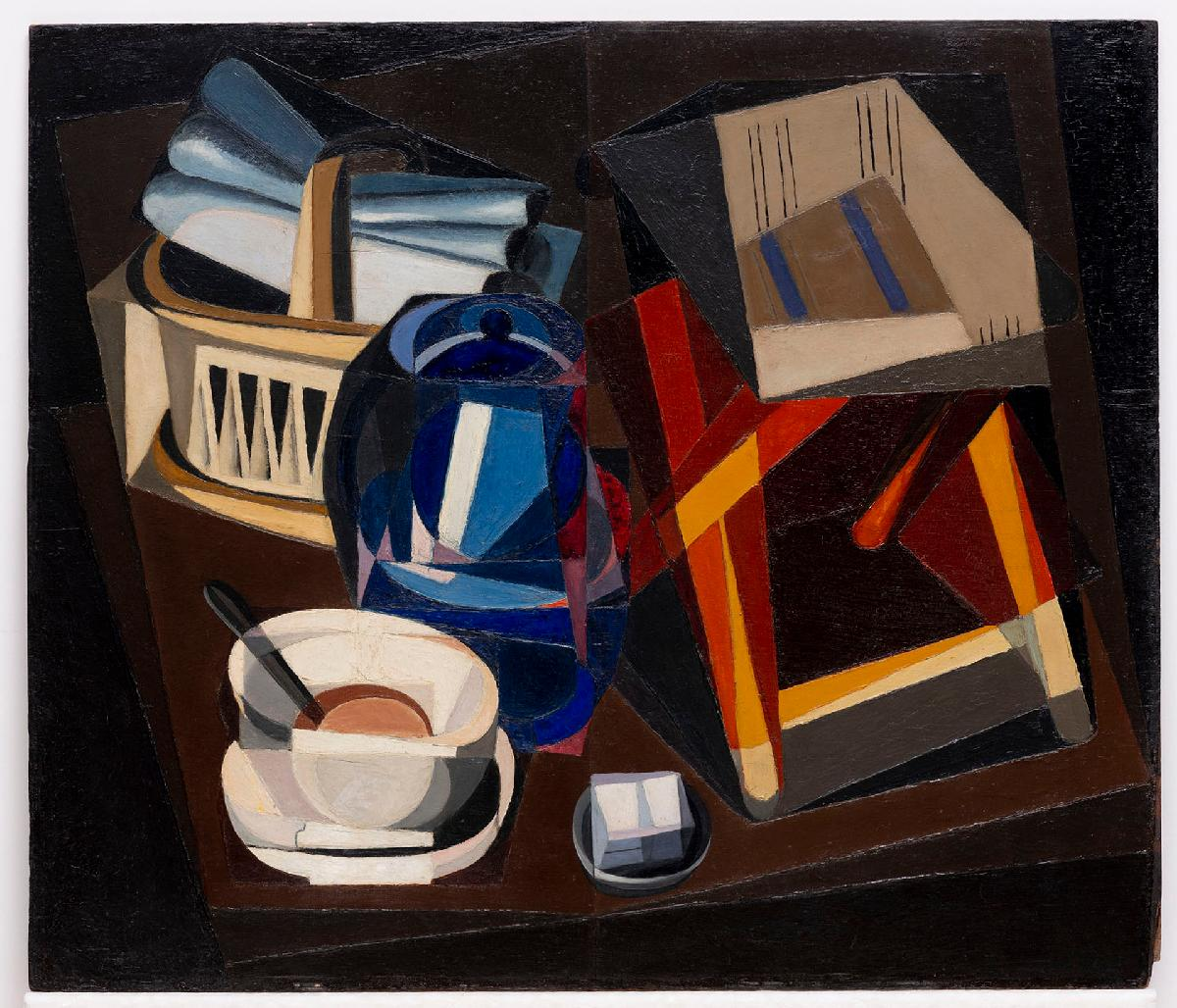
Nature morte au pai, um 1918
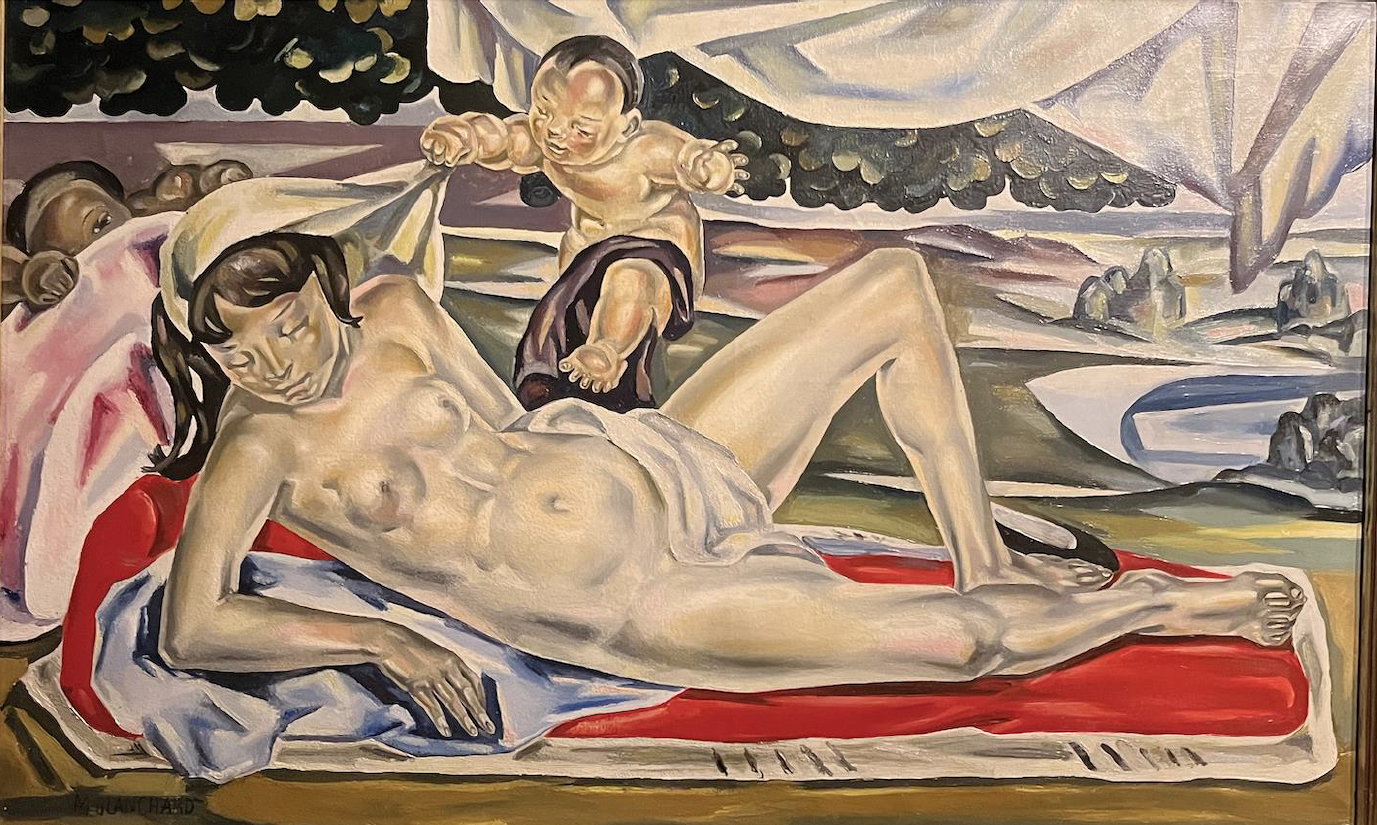
Nackte Frau mit Kindern, um 1924